# Corallospartium crassicaule
Genre
Espèce
Synonymes
- Carmichaelia crassicaulis Hook. f. (préféré par GRIN)[3]
- Corallospartium crassicaule var. crassicaule[2]

Corallospartium crassicaule est une espèce de plantes à fleurs dicotylédones de la famille des Fabaceae, de la sous-famille des Faboideae, originaire de Nouvelle-Zélande. C'est l'unique espèce acceptée du genre Corallospartium (genre monotypique).
Certains auteurs classent cette espèce dans le genre Carmichaelia sous le nom de Carmichaelia crassicaulis Hook.f.
L'espèce est endémique de l'île du Sud en Nouvelle-Zélande.

## Description
Les plantes de l'espèce Corallospartium crassicaule sont des arbustes raides pouvant atteindre 2 mètres de haut, aux branches robustes, subcylindriques, jaunâtres, et aux rameaux dressés profondément sillonnés, quelque peu aplatis, d'un diamètre atteignant 1 cm ou plus. Les feuilles, petites, rarement visibles, sont suborbiculaires à l'état juvénile, oblongues à maturité.
Les inflorescences regroupent jusqu'à vingt fleurs de couleur crème, densément fasciculées. Le calice, en forme de cône fortement pileux, long de 4 mm environ, présente 5 dents. La corolle, papilionacée, présente un étendard de 5 à 6 mm de long, une carène d'environ 6 mm et de longues ailes incurvées, falciformes, plus fermes que la carène. L'ovaire villeux compte de 2 à 4 ovules. Le fruit est une gousse de 6 à 7 mm de long contenant une seule graine.

## Liste des variétés
Selon Catalogue of Life (18 novembre 2018) :
- Corallospartium crassicaule var. crassicaule
- Corallospartium crassicaule var. racemosum  Kirk